# Marie Frank
Marie Frank, geborene Marie Bach, Pseudonym: Marie Wegrainer (geboren am 13. März 1852 in Lipprichhausen bei Uffenheim; gestorben 20. Oktober 1924 in Würzburg) war eine deutsche Schriftstellerin.

## Leben
Marie Bach war zweites, uneheliches Kind einer ledigen Dienstmagd, welche später als Köchin in Rothenburg eine Anstellung fand und schließlich einen Schuster heiratete. Marie Bach wuchs bei Zieheltern auf, erhielt eine sechsjährige Volksschulbildung und lernte ihre leibliche Mutter erst kennen, als sie selbst das Alter erreicht hatte, um Dienstmagd zu werden. Anders als viele in ihrem Stand begehrte sie jedoch gegen ihre Herrschaften auf und musste darum häufig die Stelle wechseln.
Ihr späterer Mann Johann Frank, geboren 1850, stammte aus Adelshofen und war Schreinergeselle. 1872 hatte Marie Bach mit ihm ihren ersten Sohn Hans; 1876 heiratete das Pärchen und bezog eine gemeinsame Wohnung. Die Schwiegermutter kaufte bald darauf von einer Erbschaft ein Mietshaus in Würzburg, wo die Familie Frank mietfrei wohnen durfte. Dort kam auch Leonhard Frank als viertes und letztes Kind neben zwei Töchtern und einem weiteren Sohn zur Welt. Marie Frank übernahm in den ärmlichen Verhältnissen die Rolle von Hausfrau und Mutter, litt aber unter ständiger Schikane.
Ihren einzigen autobiographischen Roman veröffentlichte sie 1914 unter dem Pseudonym Marie Wegrainer; er scheint geprägt zu sein durch ihre Lektüre von Zeitungen wie der Gartenlaube und Fortsetzungsromanen. Ihr Sohn schilderte 1952 in seiner eigenen Autobiographie, dass seiner Mutter die Idee zu dem Werk gekommen sei, als sie ihren Sohn in seiner Unterkunft besucht hatte. Um ihn „vor Wintersnot zu schützen“, beschrieb sie heimlich fünfzehn blaue Schulhefte mit ihren Memoiren. Das Werk erschien 1914 und brachte ihr 1800 Mark ein, welche Leonhard Frank aber aufgrund seines eigenen Durchbruchs im selben Jahr nicht mehr benötigte. Marie Frank besserte mit dem erschriebenen Erlös stattdessen, abermals heimlich, ihre eigene Haushaltskasse auf.

## Werk
Der Lebensroman einer Arbeiterfrau: von ihr selbst geschrieben. Delphin-Verlag, 1914.